# Криза
Криза је по савременим дефиницијама временски ограничен губитак равнотеже личности којој увек претходи промена у спољашњој реалности, што ангажује онај ниво адаптивних моћи индивидуе који је ван њене свакодневне контроле.
Постоје две основне групе криза: развојне и акцидентне. Развојне кризе се јављају на различитим узрастима, а акцидентне су увек резултат неочекиваних животних догађаја из природне или социјалне средине. Сама по себи, криза се не сматра патолошким стањем, али она то може постати услед коришћења неодговарајућих механизама и облика понашања. У социјалном раду, кризе и могућности њиховог превазилажења саставни су део праксе која подразумева сарадњу са другим стручњацима и институцијама.